# 西藏盐生草
西藏盐生草（学名：Halogeton glomeratus var. tibeticus）为藜科盐生草属下的一个变种。